# Gare de Birkbeck
Pour les articles homonymes, voir Birkbeck (homonymie).
La gare de Birkbeck (en anglais : Birkbeck railway station), est une gare ferroviaire de la ligne de Crystal Palace (en), en zone 5 Travelcard. Elle  est située sur l'Elmers End Road à Anerley, sur le territoire du  borough londonien de Bromley, dans le Grand Londres.
C'est une gare Network Rail desservie par des trains Southern de National Rail. Elle est en correspondance avec une station du tramway Tramlink.

## Situation ferroviaire
Établie à 45 mètres d'altitude, la gare de Birkbeck est située sur la ligne de Crystal Palace (en) entre les gares de Crystal Palace, en direction de Streatham Hill (en), et Beckenham Junction, terminus sud de la ligne. Elle dispose d'un quai latéral desservi par la voie unique de cette section de la ligne. La station Birkbeck du tramway Tramlink est située à proximité et en parallèle avec les installations de la gare.

Plans : de la ligne et du réseau des transports à Londres
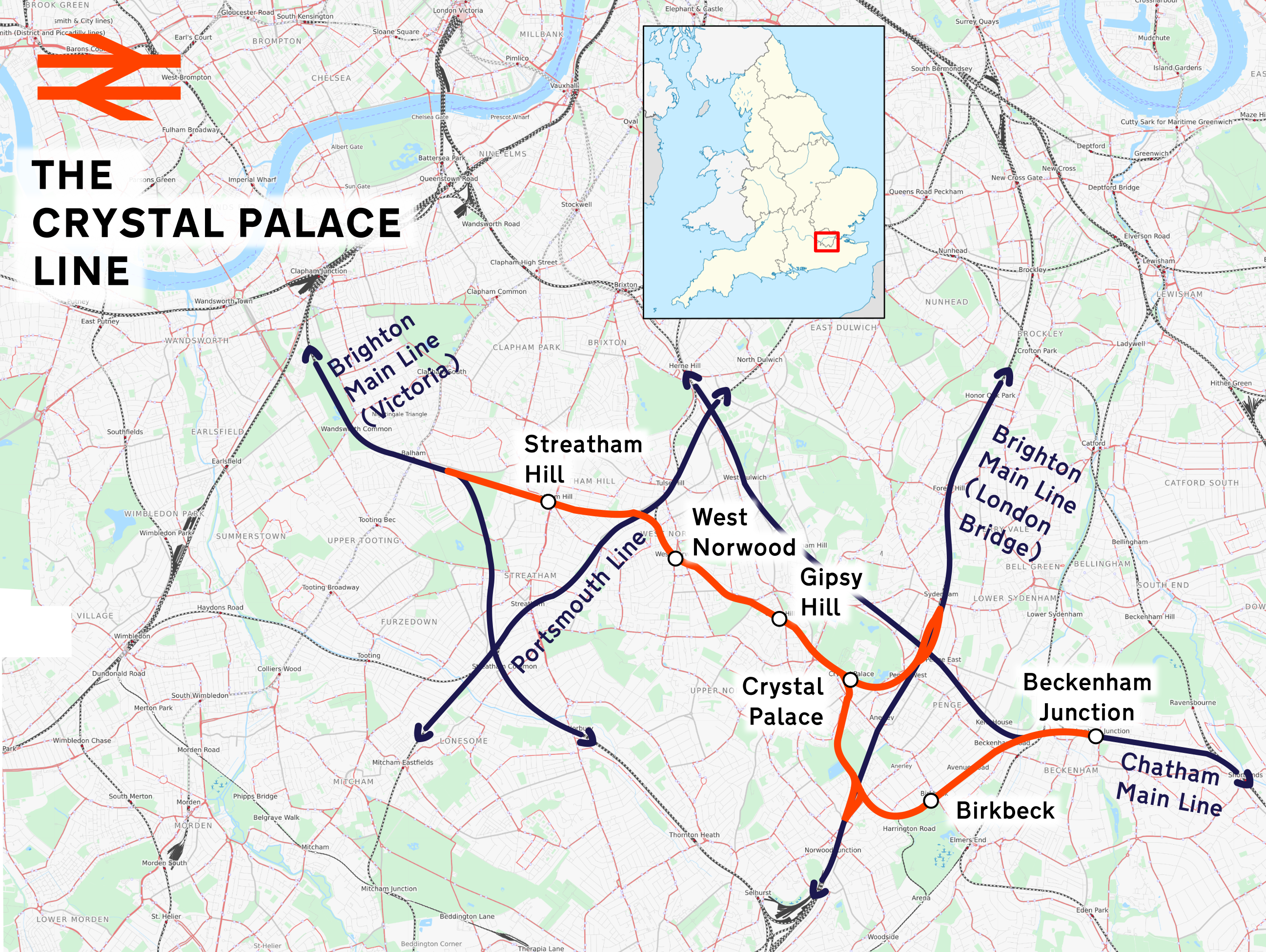
Ligne de Crystal Palace.
Réseaux de Londres.

## Histoire
La gare de Birkbeck est mise en service le 2 mars 1930.
La station Birkbeck de la ligne du tramway est mise en service le 23 mai 2000.

## Service des voyageurs

### Accueil
La gare dispose d'une entrée principale sur l'Elmers End Road à Anerley.

### Desserte
La gare de Birkbeck est desservie : par des trains Southern en provenance ou à destination des gares de : Beckenham Junction et London Bridge.

Installations.
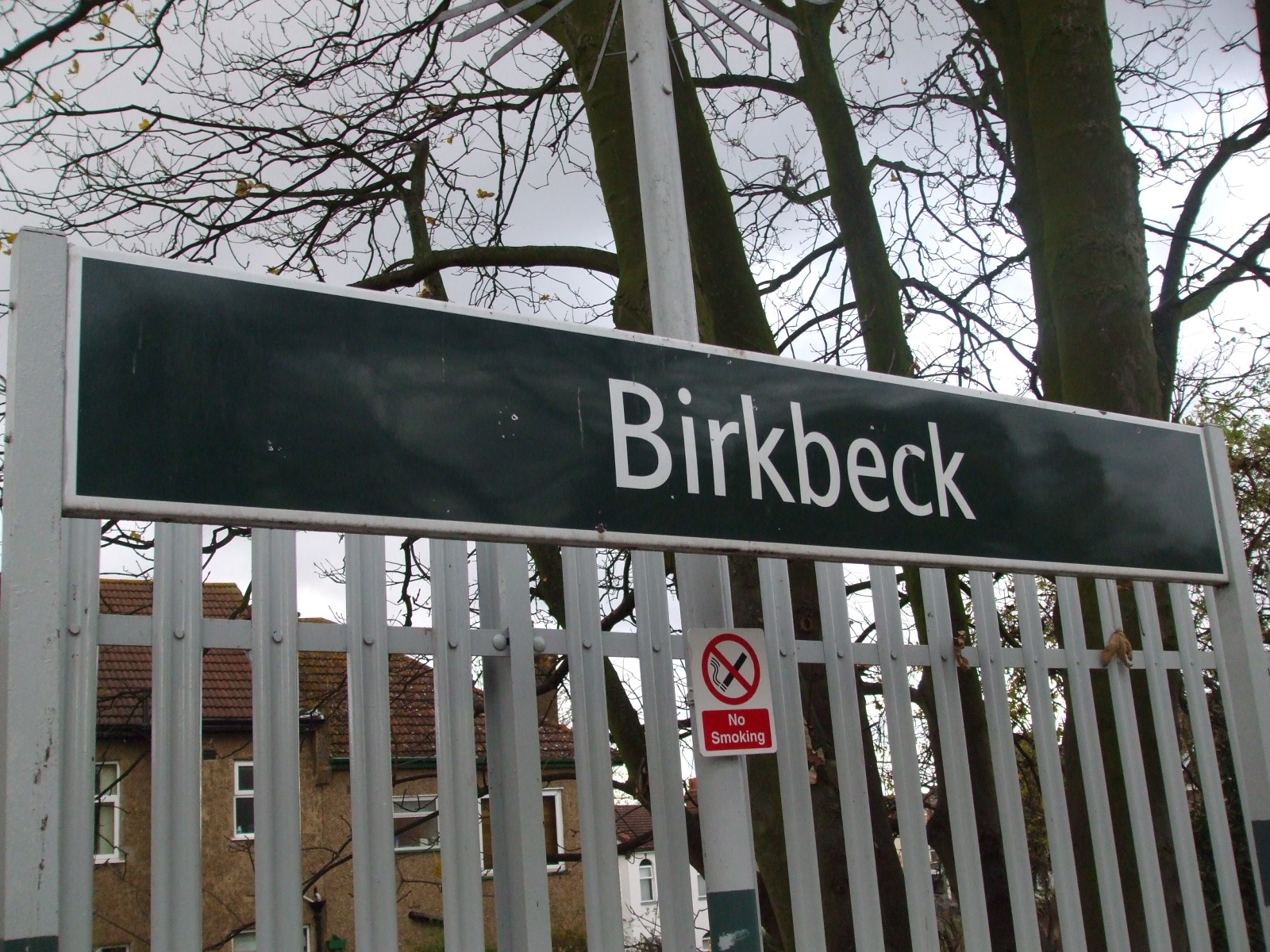
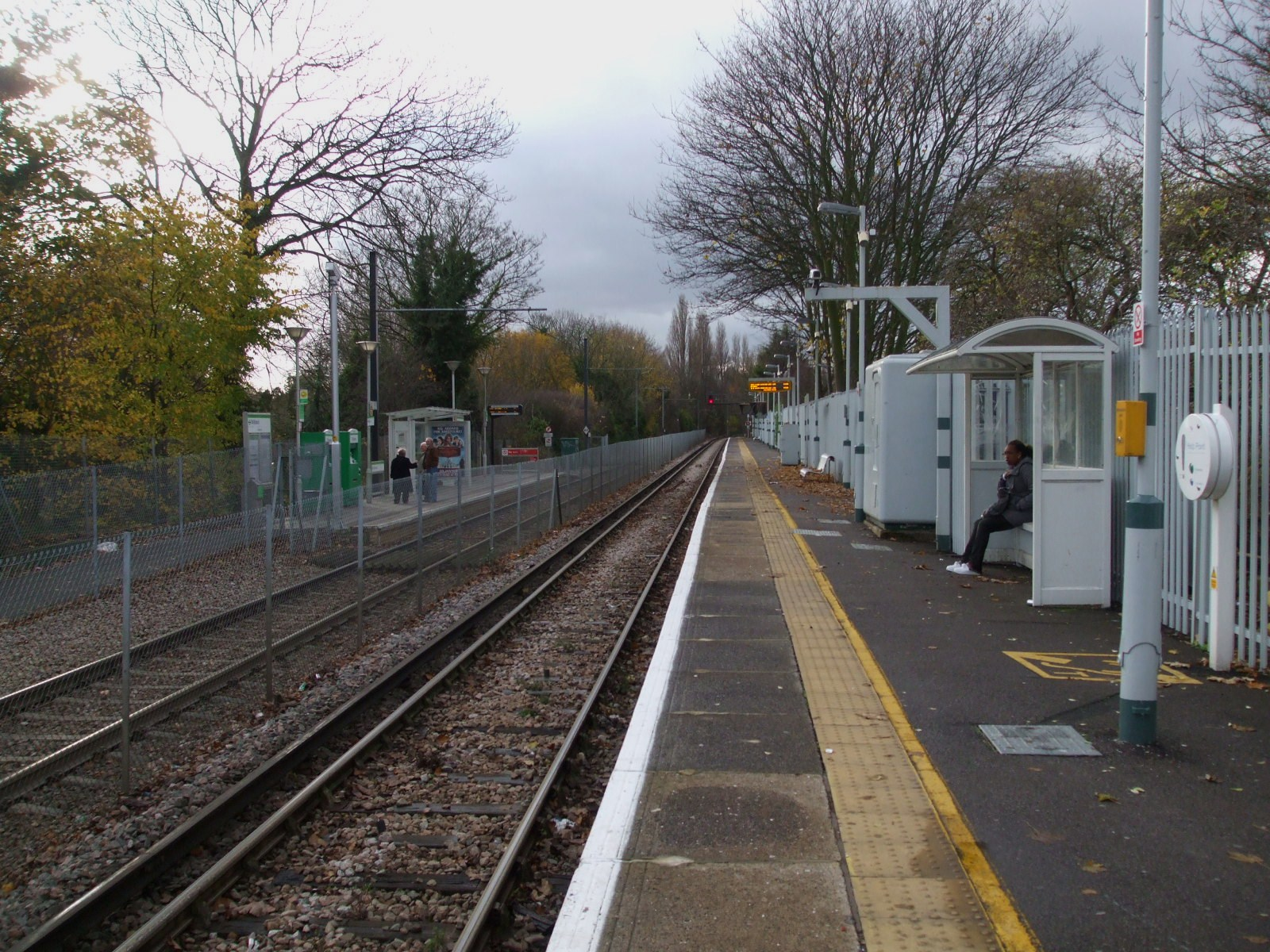
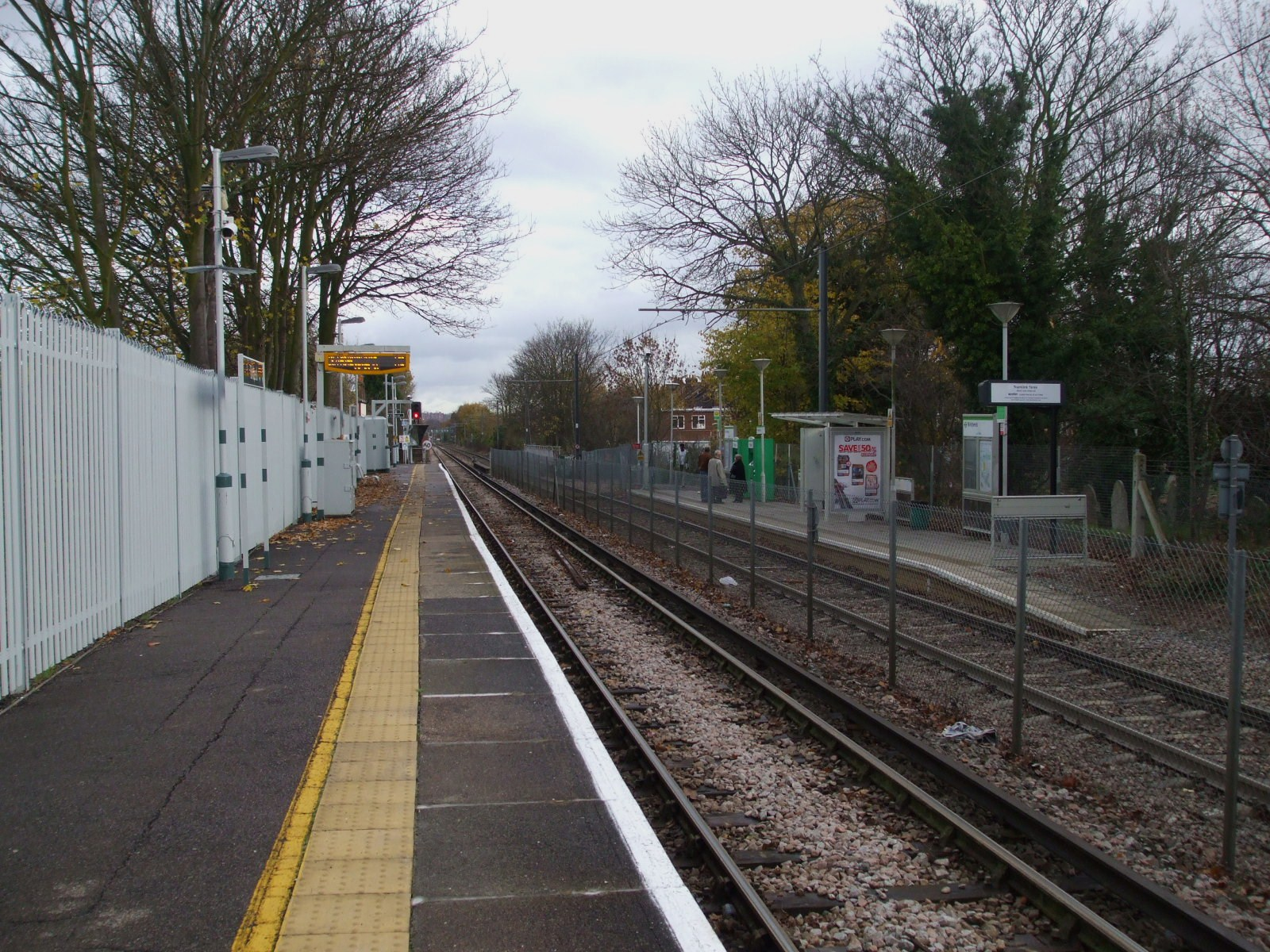

### Intermodalité
La gare est desservie par la station Birkbeck du tramway Tramlink.